# Dode Zielen
Dode Zielen (Russisch: Мёртвые души, Mjortvyje dusji) is een roman van Nikolaj Gogol uit 1842. Zelf noemde hij het een poëem in proza. Aanvankelijk had Gogol een trilogie in gedachten, maar uiteindelijk voltooide hij alleen deel 1. Het werk kan niettemin als een volledig afgerond werk worden beschouwd.

## Titel en intrige
De hoofdpersoon uit Dode Zielen, Tsjitsjikov (Па́вел Ива́нович Чичи́ков), gaat bij landeigenaars ‘dode zielen’ opkopen. Dode zielen zijn gestorven maar boekhoudkundig nog niet afgeschreven lijfeigenen (boeren), die hij dan bij een kas kan hypothekeren. Op die manier kan hij op basis van een fictief vermogen een fortuin vergaren. Op een bal wordt Tsjitsjikovs geheim echter door een van de beetgenomen landeigenaren verklapt en Tsjitsjikov slaat op de vlucht. Hier eindigt het eerste deel van Dode Zielen.

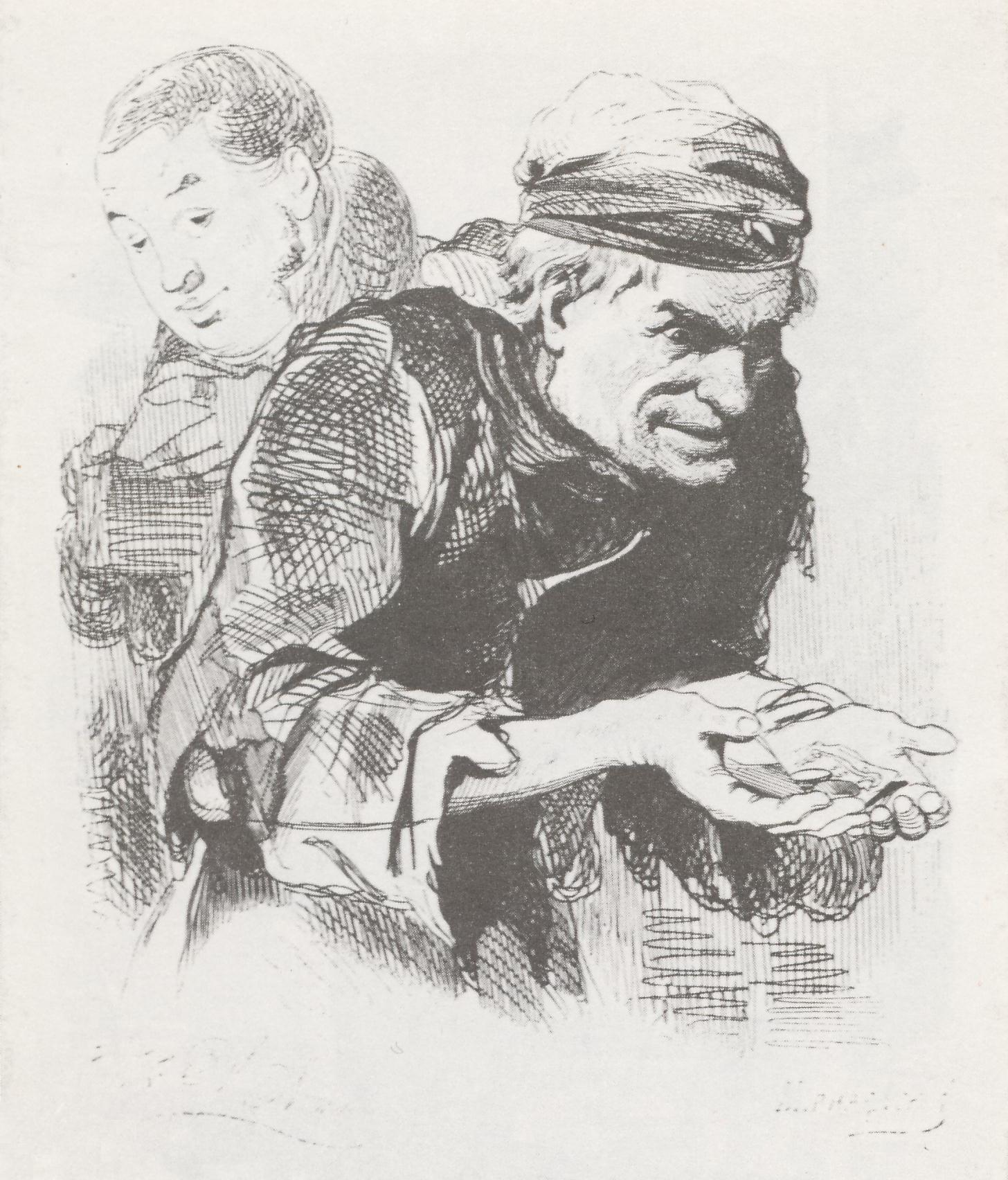
Tsjitsjikov koopt zijn dode zielen op, door A.A. Agin

## Typering en personages
Gogol beschrijft zijn personages in dit deel op buitengewoon sarcastische wijze: of het nu om luie, stinkende bedienden, koetsiers of boeren gaat, of om landeigenaars, niemand ontsnapt aan zijn ironie. Het boek wemelt van onbenullige, gemene, banale, mondaine en triviale figuren. Gesteld kan worden dat Gogol via zijn personages de sociale structuur van Rusland veroordeelt, zonder de instellingen als zodanig te bekritiseren. De kracht van het werk zit echter met name in de universaliteit van zijn (pessimistische) wereldbeeld.

## Onvoltooide trilogie
Gogol wilde met zijn Dode Zielen aanvankelijk een soort moderne Divina Commedia schrijven.  Hij tekende in het eerste deel het ‘inferno’ van het Russische leven in heel zijn verschrikking. Bedoeling was een tweede deel te bevolken met edele zielen om de lezer in het derde deel binnen te leiden in het paradijs. Uit de bewaard gebleven fragmenten van het tweede deel blijkt dat hij er maar niet in wilde slagen om de ideale mens uit te beelden. De morele boodschap die hij aan zijn vervolg mee wilde geven haalde duidelijk de spontaniteit uit het werk. Gogol kon er ook zelf maar niet tevreden over worden. Grote delen van het manuscript van het tweede deel werden door hem verbrand.

## Betekenis en waardering
Dode Zielen werd bij publicatie in Rusland wisselend ontvangen. Toonaangevende critici als Boelgarin en Polevoj toonden zich uitermate negatief, Vissarion Belinski noemde het echter een meesterwerk en zette de toon voor de toekomstige waardering. Dode Zielen wordt thans gerekend tot de grote werken uit de wereldliteratuur. In 2002 werd de roman opgenomen in de lijst van beste 100 boeken uit de wereldliteratuur, samengesteld op initiatief van de Noorse boekenclubs en de Zweedse Academie.
De Russische componist Rodion Sjtsjedrin schreef in 1977 de opera Dode Zielen op eigen libretto op basis van Gogols boek.